# Fakse Kommune
| Strukturdaten       | Strukturdaten |
| ------------------- | ------------- |
| Sitz der Verwaltung | Faxe          |
| Fläche              | 146,81 km²    |
| Einwohner           | 12.384 (2004) |
| Kommune seit 2007   | Faxe Kommune  |
| Website             | www.fakse.dk  |

Fakse Kommune war bis Dezember 2006 eine dänische Kommune im damaligen Storstrøms Amt im Südosten der dänischen Insel Seeland. Seit Januar 2007 ist sie zusammen mit den Kommunen Haslev und Rønnede Teil der neugebildeten Faxe Kommune.

## Entwicklung der Einwohnerzahl
| Jahr             | Einwohner |
| ---------------- | --------- |
| 9. November 1970 | 10.131    |
| 1. Januar 1976   | 10.503    |
| 1. Januar 1981   | 10.999    |
| 1. Januar 1986   | 11.044    |
| 1. Januar 1990   | 11.547    |
| 1. Januar 1996   | 11.948    |
| 1. Januar 2000   | 12.314    |
| 1. Januar 2004   | 12.384    |